# Манцарис, Вангелис
Евангелос Манцарис (греч. Ευάγγελος Μάντζαρης; род. 16 апреля 1991, Афины, Греция) — греческий профессиональный баскетболист, играющий на позиции разыгрывающего защитника.

## Карьера
Манцарис начал свою профессиональную карьеру в «Перистери», с которым выиграл чемпионат Греции во втором дивизионе в 2009 году.

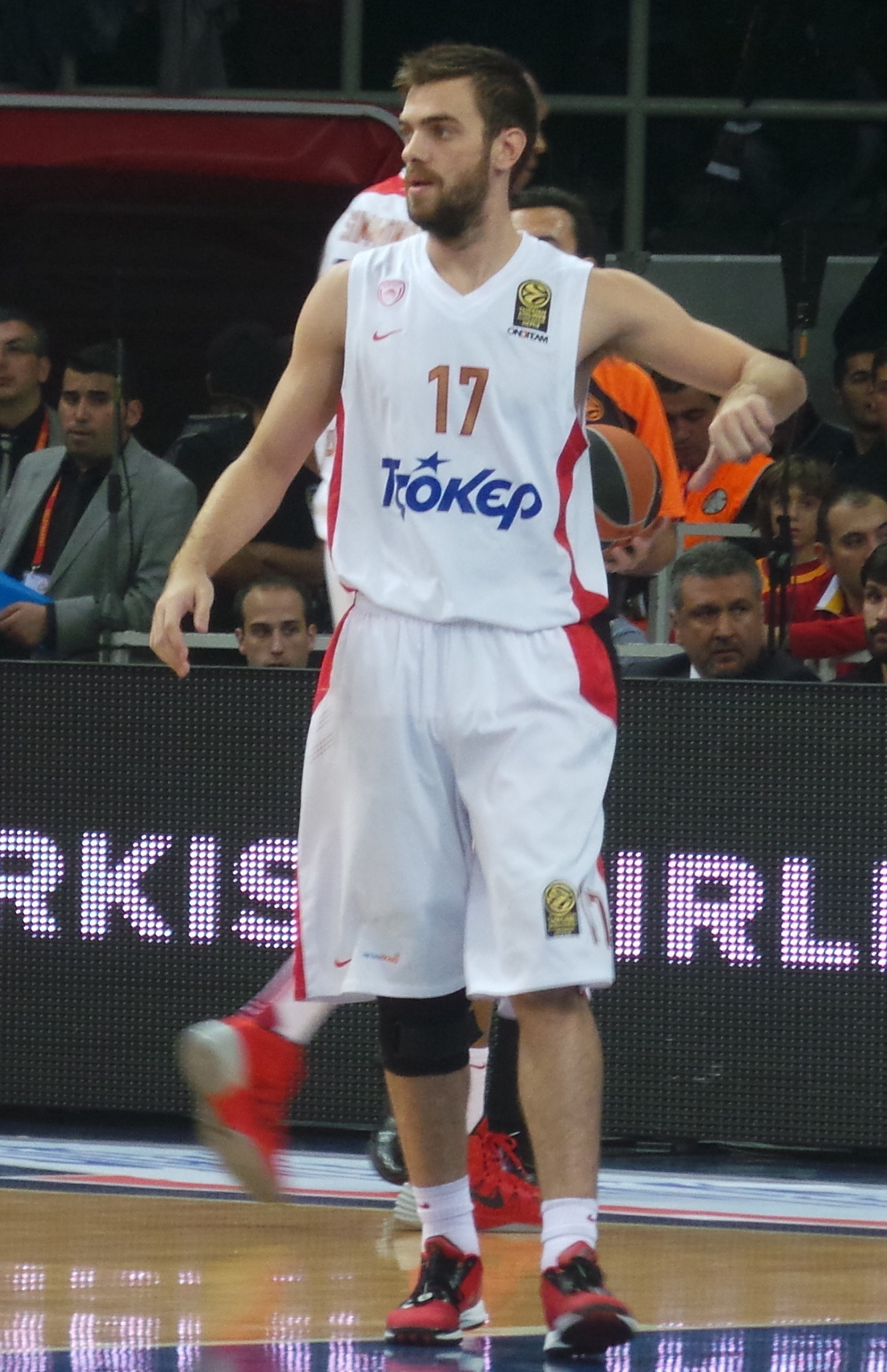
Вангелис Манцарис в составе «Олимпиакоса» в 2013 году

В сентябре 2011 года Манцарис подписал 4-летний контракт с «Олимпиакосом». В сезоне 2011/2012 Вангелис стал победителем Евролиги и чемпионата Греции.
В январе 2013 года Манцарис выбыл до конца сезона 2012/2013 из-за разрыва крестообразных связок колена. Спустя 7 месяцев Вангелис восстановился от травмы и в начале октября стал победителем Межконтинентального кубка. В двух финальных матчах против бразильского «Пиньейроса» Вангелис набирал в среднем 9 очков, 4,5 подбора и 3 передачи.
В июле 2014 года Манцарис продлил свой контракт с «Олимпиакосом» до 2017 года. За этот период Вангелис дважды стал чемпионом Греции и дважды играл в финалах Евролиги, но не стал победителем турнира.
В июне 2017 года Манцарис подписал с «Олимпиакосом» новый 3-летний контракт.
В июле 2019 года Манцарис перешёл в УНИКС, но в конце декабря покинул казанский клуб. В 10 матчах Еврокубке Вангелис отметился статистикой в 3,9 очка и 2,5 передачи. В Единой лиге ВТБ принял участие в 11 матчах, набирая 4,4 очка, 2,4 передачи и 1,4 подбора в среднем за игру.
Свою карьеру Манцарис продолжил в «Промитеасе». В матчах чемпионата Греции Вангелис набирал 10,5 очка и 6,3 передачи.
В октябре 2020 года Манцарис продлил контракт с «Промитеасом».
12 декабря 2020 года, Манцарис оформил трипл-дабл, ставший первым с 2015 года и девятым в истории Еврокубка. В игре против «Цедевиты-Олимпии» (73:77) Вангелис набрал 12 очков, 10 подборов и 10 передач.
18 декабря 2020 года, Манцарис вернулся в «Перистери». В матчах чемпионата Греции статистика Вангелиса составила 3,8 очка, 2,3 подбора и 2,9 передачи в среднем за игру.
В августе 2021 года Манцарис стал игроком «Стали» (Острув-Велькопольски). В составе команды Вангелис провёл 4 игры и в среднем набирал 5,0 очка, 5,0 передач и 3,3 подбора.
В октябре 2021 года Манцарис покинул польский клуб и перешёл в «Хапоэль» (Эйлат).
В ноябре 2021 года Манцарис продолжил карьеру в ПАОК.

## Сборная Греции
Выступая за юношескую сборную Греции Манцарис завоевал золотую медаль на чемпионате Европы (до 18 лет) в 2008 году и серебряную медаль на чемпионате мира (до 19 лет) в 2009 году. Манцарис также выиграл золотую медаль на чемпионате Европы (до 20 лет) в 2009 году и серебряную медаль на чемпионате Европы среди юношей до 20 лет в 2010 году.
В национальной сборной Греции Манцарис входил в состав команд, которые играли в квалификационном турнире на Олимпиаду в 2012 году, на чемпионате мира 2014 года, на чемпионате Европы 2015 года. Вангелис также принимал участие в отборочном турнире в Турине на Олимпийские игры 2016 года и на чемпионате Европы 2017 года.

## Достижения

### Клубные
- Обладатель Межконтинентального кубка ФИБА: 2013
- Чемпион Евролиги (2): 2011/2012, 2012/2013
- Серебряный призёр Евролиги (2): 2014/2015, 2016/2017
- Чемпион Греции (3): 2011/2012, 2014/2015, 2015/2016
- Чемпион второго дивизиона Греции: 2008/2009

### Сборная Греции
- Серебряный призёр чемпионата мира (до 19 лет): 2009
- Победитель чемпионата Европы (до 20 лет): 2009
- Серебряный призёр чемпионата Европы (до 20 лет): 2010
- Победитель чемпионата Европы (до 18 лет): 2008
- Победитель Турнира Альберта Швейцера: 2008